# Tympanogaster cascadensis
Tympanogaster cascadensis är en skalbaggsart som beskrevs av Perkins 2006. Tympanogaster cascadensis ingår i släktet Tympanogaster och familjen vattenbrynsbaggar. Inga underarter finns listade i Catalogue of Life.